# Oxyurichthys
Oxyurichthys là một chi của họ cá Oxudercidae

## Các loài
Chi này hiện hành có các loài sau đây được ghi nhận:
- Oxyurichthys amabalis Seale, 1914
- Oxyurichthys auchenolepis Bleeker, 1876 (scaly-nape tentacle goby)[2]
- Oxyurichthys cornutus McCulloch & Waite, 1918 (horned tentacle goby)[3]
- Oxyurichthys formosanus Nichols, 1958
- Oxyurichthys guibei J. L. B. Smith, 1959
- Oxyurichthys heisei Pezold, 1998 (ribbon goby)
- Oxyurichthys lemayi (J. L. B. Smith, 1947) (lace goby)
- Oxyurichthys lonchotus (O. P. Jenkins, 1903) (speartail mudgoby)
- Oxyurichthys microlepis (Bleeker, 1849) (maned goby)
- Oxyurichthys mindanensis (Herre, 1927)
- Oxyurichthys notonema (M. C. W. Weber, 1909) (threadfin mudgoby)
- Oxyurichthys ophthalmonema (Bleeker, 1856) (eyebrow goby)
- Oxyurichthys papuensis (Valenciennes, 1837) (frogface goby)
- Oxyurichthys paulae Pezold, 1998 (jester goby)
- Oxyurichthys petersenii (Steindachner, 1893)
- Oxyurichthys saru Tomiyama, 1936
- Oxyurichthys stigmalophius (Mead & J. E. Böhlke, 1958) (spotfin goby)
- Oxyurichthys takagi Pezold, 1998
- Oxyurichthys tentacularis (Valenciennes, 1837) Cá bống thệ
- Oxyurichthys uronema (M. C. W. Weber, 1909) (longtail tentacle goby)[4]
- Oxyurichthys viridis Herre, 1927
- Oxyurichthys visayanus Herre, 1927